# Tängs kyrkoruin
Tängs kyrka tillhörde Skara stift och var annex till Särestad . Endast ett litet stenröse återstår idag av den gamla medeltida sockenkyrkan i Täng. Byggnaden blev raserad liksom kyrkan i Håle då de båda socknarna beslutat att uppföra en ny gemensam kyrka, kallad Håle-Täng år 1883. Strax före dess raserande beskrivs byggnaden som mörk och förfallen, men så hade heller ingen restaurering genomförts sedan 1669.

## Kyrkobyggnaden
Byggnaden är anlagd på en markant moränås som sträcker sig i nordväst mot Tun. Kyrkan är uppförd på ett gammalt forngravfält och i dess omedelbara närområde finns flera höggravar, stensättningar, samt en bautasten och en domarring . Ursprungligen bestod anläggningen av ett rektangulärt långhus med mindre smalare rakslutet kor. Ingången till kyrkan var på södra sidan närmare västra gaveln. Fönstrens och portalens utformning är okända. När det murade vapenhuset i sten tillbyggdes framför portalen är okänt men troligen under senare medeltiden. 
Vid en restaurering av kyrkan år 1669 revs det gamla koret och långhuset tillbyggdes i öster, med samma bred som långhuset. På södra väggen upptogs två rektangulära fönster med blyinfattade smårutor. Ombyggnaden hade delvis bekostats av Magnus Gabriel De la Gardie då kyrkan hörde till Läckö grevskap. 
Vid en uppmätning av kyrkan strax innan den revs konstaterades att det ursprungliga långhuset var uppfört av gråsten och mätte 8,85 meter i längd och 7,5 meter i bredd. Tillbyggnaden i öster från 1669 var i sandsten och 9,75 meter lång. Höjden på knut angavs till 4,2 meter och murarnas tjocklek utgjorde 1,2 meter. Yttertaket var täckt av spån från barrträd. Kyrkans dörr mot vapenhuset var gjord av plankor som var beslagna med tjocka järnplåtar och försedd med stocklås. Årtalet 1669 i järnsiffror fanns uppsatt på östra gavelns utsida . Då kyrkan är uppförd av gråsten men ändå håller den äldre planlösningen är det väl troligast att den är uppförd under 1200-talet och möjligen samtida med Håles kyrka.

## Inredning och inventarier
Altaret var uppmurat av sten med en stor kalkstenshäll överst. Cylindrisk dopfunt av sandsten med lejonbilder i relief. Denna förvaras nu i Håle-Tängs kyrka. Även den gamla altaruppsatsen från 1704 används i den nya kyrkan.   
Invändigt var innertaket målat med bibliska motiv. Av detta finns inget bevarat, men motiven och uppdelningen är detsamma som i Ornunga kyrka .

## Klocka och stapel
Klockstapeln var uppställd norr om kyrkan och i den hängde endast en klocka. Den var gjuten i Göteborg år 1741 av Arwid Böök och försedd med följande inskrift; Til Guds ähra och Tängs sochen til tienst är denna klocka giuten på kyrckans och sochnens egen bekostnad då warande kyrckoherde Herr Petrus Warelius kyrckowärdar Måns Ionsson Hindrick Iohansson . 

## Gravmonument

### Runstenar
Vid kyrkans rivning påträffades två runstenar som togs fram och restes på kyrkogården. Den ena låg i själva ingången till kyrkan och murarna vilade till viss del på den. Dess inristning är delvis utsliten efter allt trampande in och ut genom kyrkan. men har tolkats till; Gy satte (denna sten efter) ... sin fader ... Eskil ... högg ... runorna. 
Den andra stenen låg med runinskriften inåt i kyrkans västra gavel, ungefär 3 meter över marken. Ovisst är om stenen dekorativa avslutning upptill är Tors hammartecken eller ett kryckkors. En bit av stenen där namnet på fadern stått har antagligen varit borta redan när den murades in. Inristningen har tolkats till; Stolhövde ... reste denna sten efter ... sin fader en mycket god tägn. Då stenen togs fram ur kyrkomuren i mars år 1883 upptäcktes runorna. När stenen tvättades från murbruk och lera med vatten fick detta en rödaktig färg. Det visade sig att färgen kom från själva runorna som var ganska tjockt ifyllda. Någon ytterligare undersökning av färgspåren och målningen gjordes ej. . 

### Liljesten
En sönderslagen liljesten finns intill ruinhögen på kyrkogården.

### Gravhällar
Även några senare gravmonument finns att se på kyrkogården. På de liggande gravhällarna kan inte inskrifterna längre tydas. Under en häll med årtalet 1666 vilar komministern i Täng Ingemarus Laurentii med sin maka. Vid början av 1800-talet användes de båda gamla stengravarna på kyrkogården för bisittning av lik på vintern . 

## Fotnoter
1. ↑  Lundahl, Ivar: Det medeltida Västergötland, 1961, sid 290.
2. ↑  Skaraborgsbygden, femte delen, Vänerstranden, 1931-36, sid 40.
3. ↑  Erik L. Johansson: Tängs gamla kyrka, Västergötlands fornminnesförenings tidskrift, femte delen, häfte 9-10, 1956, sid 92.
4. ↑  Erik L. Johansson: Tängs gamla kyrka, Västergötlands fornminnesförenings tidskrift, femte delen, häfte 9-10, 1956, sid 92-98
5. ↑  Erik L. Johansson: Tängs gamla kyrka, Västergötlands fornminnesförenings tidskrift, femte delen, häfte 9-10, 1956, sid 99.
6. ↑  Svärdström, Elisabeth: Västergötlands runinskrifter, tredje häftet, 1958, sid 178-179; R. Hjort: Åse härad, 1902, sid 87; Skaraborgsbygden, femte delen, Vänerstranden, 1931-36, sid 40; Erik L. Johansson: Tängs gamla kyrka, Västergötlands fornminnesförenings tidskrift, femte delen, häfte 9-10, 1956, sid 101
7. ↑   Erik L. Johansson: Tängs gamla kyrka, Västergötlands fornminnesförenings tidskrift, femte delen, häfte 9-10, 1956, sid 100-101.